# Klaus-Peter Kaschke
Klaus-Peter Kaschke (* 20. Februar 1961 in Erfurt) ist ein deutscher Journalist und Pressefotograf.

## Leben
Von März 1990 bis zum 3. Oktober 1990 war er persönlicher Referent des Volkskammerabgeordneten Paul Latussek von der DSU (späterer Vizepräsident des Bundes der Vertriebenen) und vom 3. Oktober 1990 bis zum 31. Dezember 1990 dessen Mitarbeiter im Deutschen Bundestag.
Im Jahr 1990 war Kaschke Mitglied des Politisch-Beratenden Ausschusses zur Bildung des Landes Thüringen im Bereich Medienpolitik. Von 1992 bis zu seinem Rücktritt und gleichzeitigem Austritt 1993 war er letzter Bundespressesprecher der DSU vor deren Trennung von der bayerischen CSU. Mitte der 1990er Jahre fungierte Klaus-Peter Kaschke als Vorsitzender des Freundeskreises Thüringen des WWF. 
Kaschke absolvierte ein Journalismus-Fernstudium an der Fakultät „Journalisten-Weiterbildung“ (JWB) der Freien Universität Berlin, das er mit dem akademischen Grad „Licentiatus rerum publicarum“ (Lic. rer. publ.) abschloss. Er arbeitete in Thüringen (vorrangig in Eisenach) und Berlin-Neukölln als Journalist und Pressefotograf sowie regelmäßig als Dozent. 
Ab 1. November 2016 war Klaus-Peter Kaschke politischer Referent der AfD Rathausfraktion in Wiesbaden. Er wurde zwei Wochen später wegen seiner rassistischen und populistischen Kommentare in seinem Facebook-Account vorzeitig entlassen.
Im Oktober 2017 wurde bekannt, dass Kaschke als Pressereferent für die AfD-Fraktion im Landtag von Baden-Württemberg arbeitete.